# Сент-Илер-Люк
Сент-Иле́р-Люк (фр. Saint-Hilaire-Luc, окс. Sent Alari al Luc) — коммуна во Франции, находится в регионе Лимузен. Департамент — Коррез. Входит в состав кантона Нёвик. Округ коммуны — Юссель.
Код INSEE коммуны — 19210.
Коммуна расположена приблизительно в 390 км к югу от Парижа, в 95 км юго-восточнее Лиможа, в 36 км к востоку от Тюля.

## Население
Население коммуны на 2008 год составляло 76 человек.
| 1962 | 1968 | 1975 | 1982 | 1990 | 1999 | 2008 |
| ---- | ---- | ---- | ---- | ---- | ---- | ---- |
| 100  | 103  | 90   | 91   | 88   | 87   | 76   |

## Администрация
| Период | Период | Фамилия       | Партия | Примечания |
| ------ | ------ | ------------- | ------ | ---------- |
| 1995   | 2008   | Серж Нейра    |        |            |
| 2008   |        | Бернар Мопоме |        |            |

## Экономика

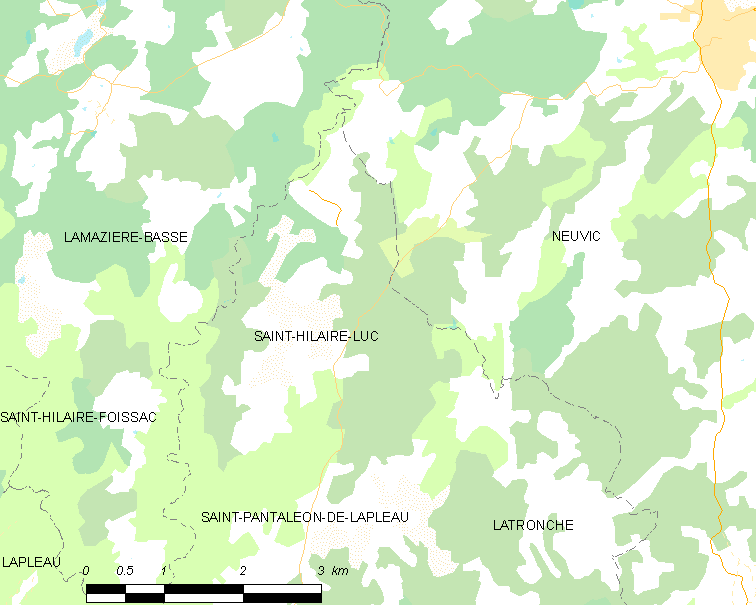
Карта коммуны

В 2007 году среди 44 человек в трудоспособном возрасте (15-64 лет) 34 были экономически активными, 10 — неактивными (показатель активности — 77,3 %, в 1999 году было 63,6 %). Из 34 активных работали 32 человека (17 мужчин и 15 женщин), безработных было 2 (1 мужчина и 1 женщина). Среди 10 неактивных 4 человека были учениками или студентами, 3 — пенсионерами, 3 были неактивными по другим причинам.